# Hermonassa opina
Hermonassa opina är en fjärilsart som beskrevs av Chen. Hermonassa opina ingår i släktet Hermonassa och familjen nattflyn. Inga underarter finns listade i Catalogue of Life.